# Lista de localidades na Islândia

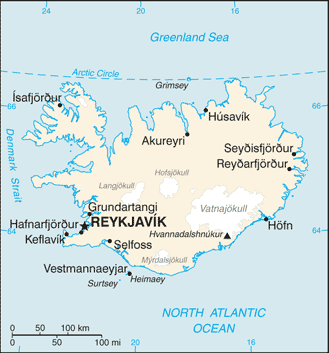
Mapa da Islândia

A maioria dos municípios islandeses é composta por várias cidades ou aldeias. Por exemplo, quatro localidades: Selfoss, Stokkseyri, Eyrarbakki e Tjarnabyggð, podem ser encontradas no município de Árborg.
Alguns municípios contêm apenas uma única localidade, enquanto há também alguns municípios onde não existem localidades. Todas as localidades da Islândia só podem ser localizadas num único município, ou seja, não podem estar entre as fronteiras dos municípios.
Alguns municípios, como Hafnarfjörður e Akranes, também partilham o mesmo nome com uma localidade. No entanto, estas localidades nem sempre estão situadas nos seus municípios homónimos. Nestes casos, isso não significa necessariamente que não existam outras localidades incluídas naquele município em particular. Mesmo quando são a única localidade lá, nem sempre englobam o vão de toda a área de terreno daquele município.

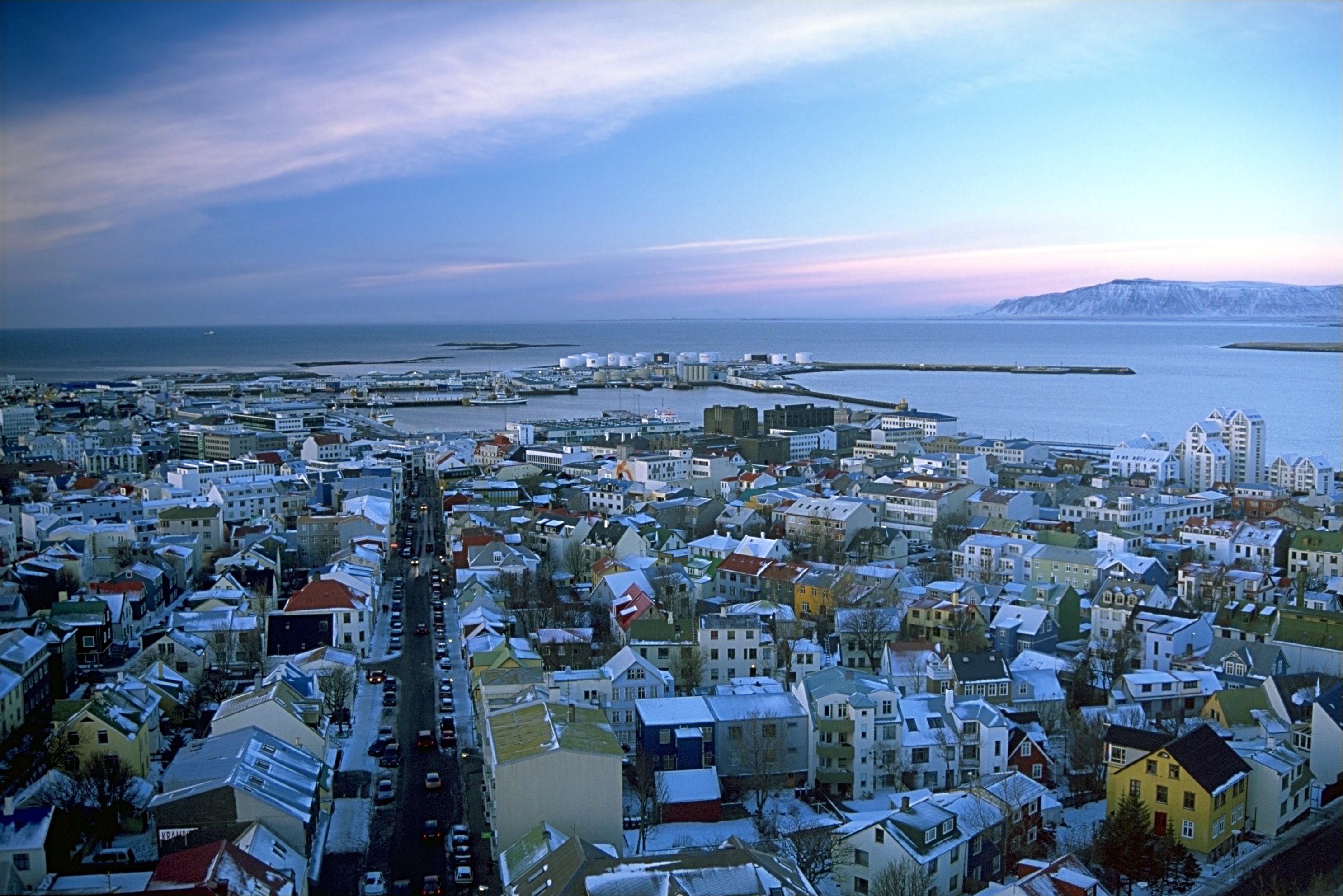
Reiquiavique, capital da Islândia

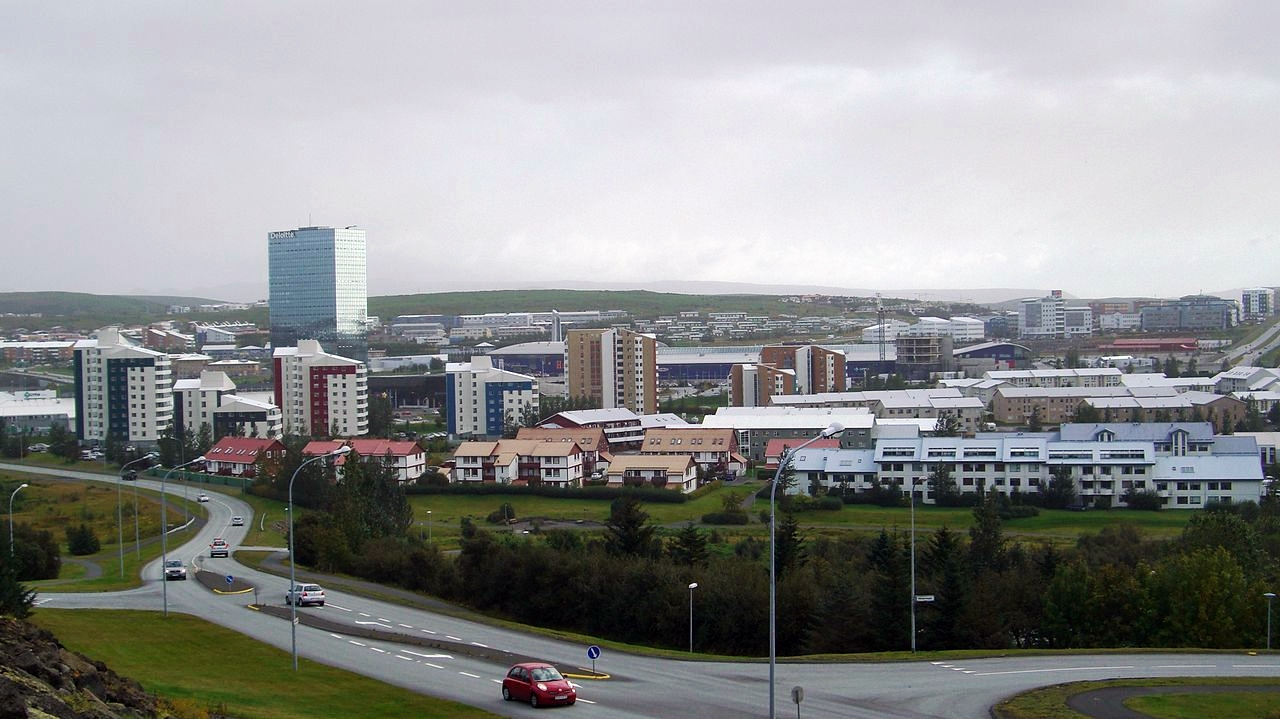
Kópavogur

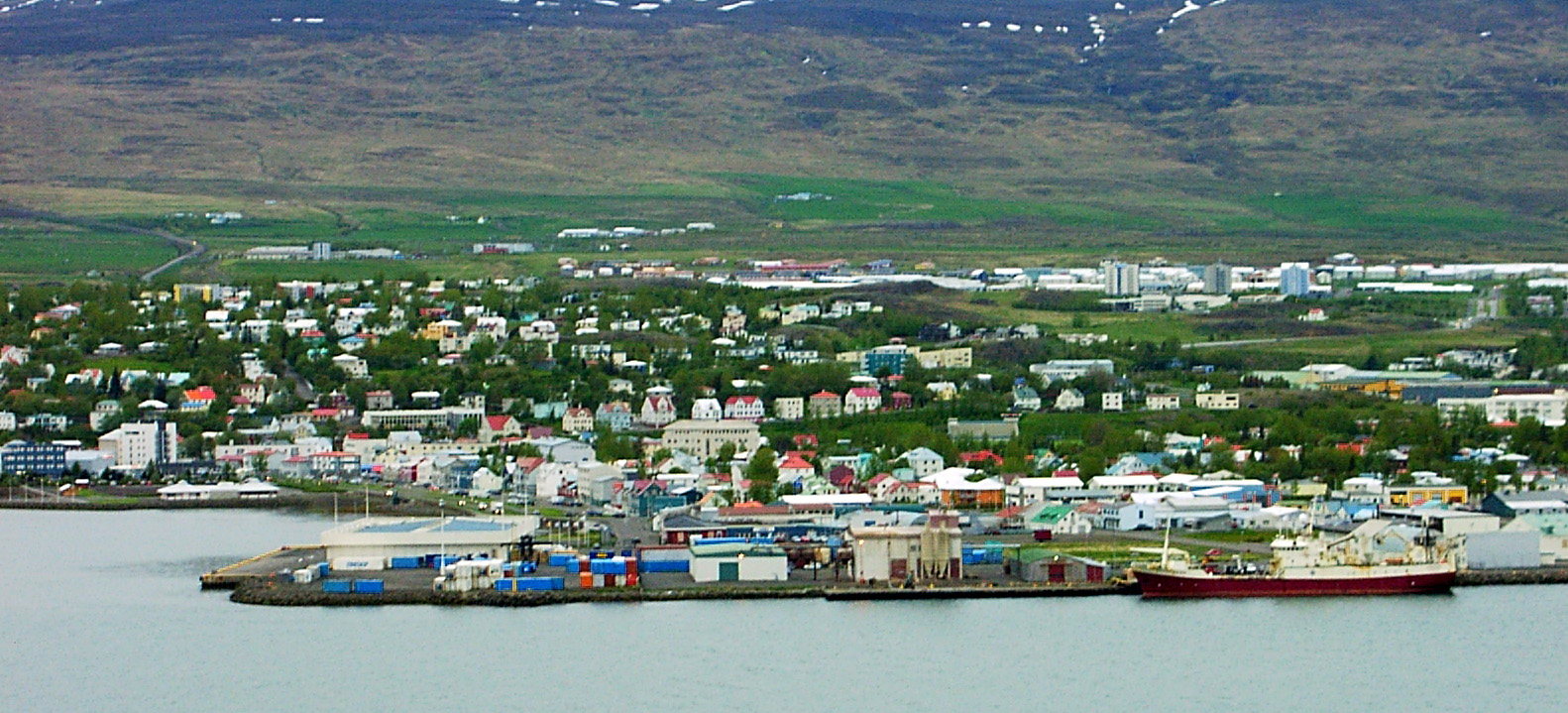
Akureyri

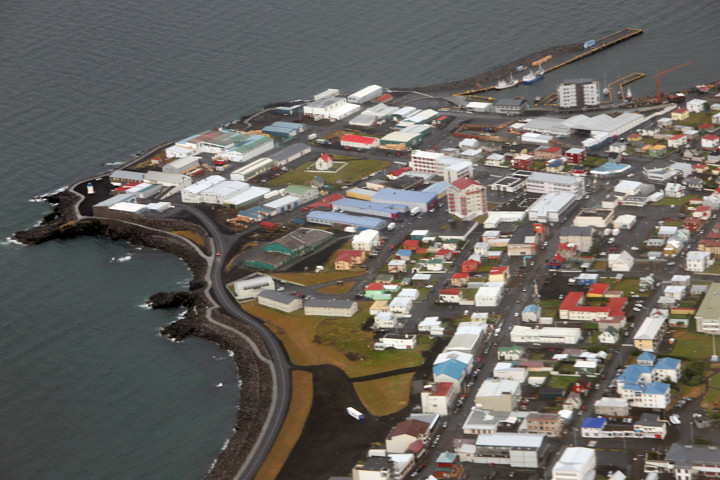
Reykjanesbaer

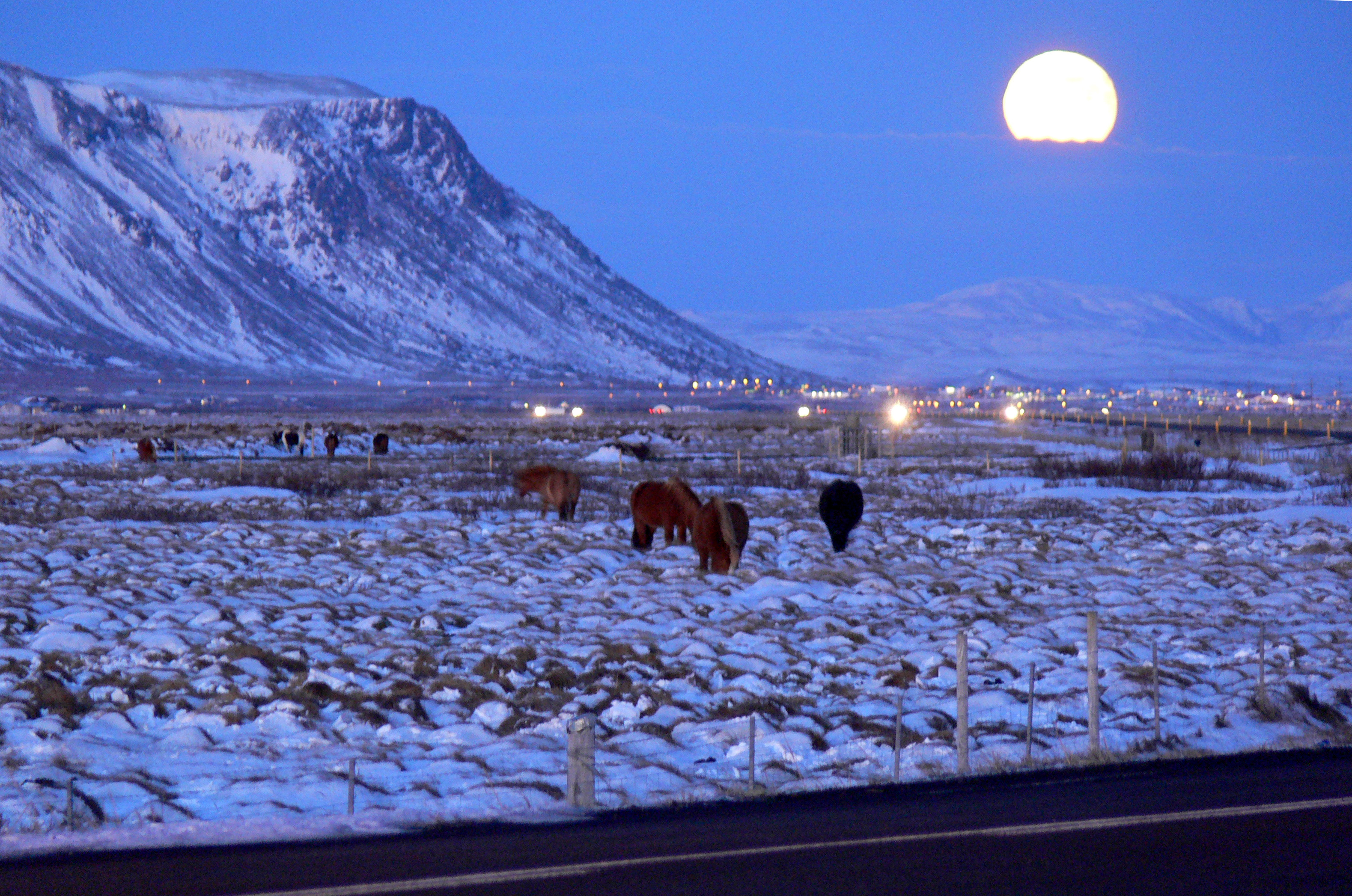
Selfoss

## Lista
As localidades sombreadas em verde claro na tabela são as respetivas capitais regionais. A maioria das funções que são exercidas pelos governos locais acontecem efetivamente a nível municipal. No entanto, a maioria dos assentamentos na Islândia são divididos ainda mais no nível de "localidade", que são principalmente utilizados para fins de recolha de informação e análise estatística apenas — são o equivalente regional de uma divisão de recenseamento.
| Posição | Nome                 | População (2018) | População (2013) | Mudança (desde 2013) | Município                | Região               |
| ------- | -------------------- | ---------------- | ---------------- | -------------------- | ------------------------ | -------------------- |
| 1       | Reiquiavique         | 124 847          | 118 918          | 5%                   | Reiquiavique             | Capital              |
| 2       | Kópavogur            | 35 966           | 31 719           | 13,4%                | Kópavogur                | Capital              |
| 3       | Hafnarfjördur        | 29 409           | 26 800           | 9,7%                 | Hafnarfjördur            | Capital              |
| 4       | Akureyri             | 18 542           | 17 693           | 4,8%                 | Akureyri                 | Nordeste             |
| 5       | Reykjanesbaer        | 17 555           | 14 153           | 24%                  | Reykjanesbaer            | Península Meridional |
| 6       | Gardabaer            | 12 912           | 11 421           | 13,1%                | Gardabaer                | Capital              |
| 7       | Mosfellsbaer         | 10 225           | 8 651            | 18,2%                | Mosfellsbaer             | Capital              |
| 8       | Selfoss              | 7 564            | 6 510            | 16,2%                | Árborg                   | Sul                  |
| 9       | Akranes              | 7 249            | 6 612            | 9,6%                 | Akranes                  | Oeste                |
| 10      | Seltjarnarnes        | 4 575            | 4 322            | 5,9%                 | Seltjarnarnes            | Capital              |
| 11      | Vestmannaeyjar       | 4 284            | 4 219            | 1,5%                 | Vestmannaeyjar           | Sul                  |
| 12      | Grindavík            | 3 319            | 2 856            | 16,2%                | Grindavíkurbaer          | Península Meridional |
| 13      | Ísafjördur           | 2 625            | 2 624            | 0%                   | Ísafjardarbaer           | Fiordes Ocidentais   |
| 14      | Álftanes             | 2 586            | 2 392            | 8,1%                 | Gardabaer                | Capital              |
| 15      | Saudárkrókur         | 2 574            | 2 575            | 0%                   | Skagafjördur             | Noroeste             |
| 16      | Hveragerdi           | 2 564            | 2 288            | 12,1%                | Hveragerdi               | Sul                  |
| 17      | Egilsstadir          | 2 464            | 2 303            | 7%                   | Fljótsdalshérad          | Leste                |
| 18      | Húsavík              | 2 323            | 2 228            | 4,3%                 | Nordurthing              | Nordeste             |
| 19      | Borgarnes            | 1 962            | 1 759            | 11,5%                | Borgarbyggd              | Oeste                |
| 20      | Sandgerdi            | 1 753            | 1 546            | 13,4%                | Sandgerdi/Gardur         | Península Meridional |
| 21      | Höfn                 | 1 677            | 1 690            | 0,8%                 | Hornafjördur             | Leste                |
| 22      | Thorlákshöfn         | 1 651            | 1 489            | 10,9%                | Ölfus                    | Sul                  |
| 23      | Gardur               | 1 595            | 1 429            | 11,6%                | Sandgerdi/Gardur         | Península Meridional |
| 24      | Neskaupstadur        | 1 469            | 1 466            | 0,2%                 | Fjardabyggd              | Leste                |
| 25      | Dalvík               | 1 367            | 1 359            | 0,6%                 | Dalvíkurbyggd            | Nordeste             |
| 26      | Reydarfjördur        | 1 270            | 1 152            | 10,2%                | Fjardabyggd              | Leste                |
| 27      | Siglufjördur         | 1 183            | 1 190            | 0,6%                 | Fjallabyggd              | Nordeste             |
| 28      | Vogar                | 1 183            | 1 029            | 15%                  | Vogar                    | Península Meridional |
| 29      | Stykkishólmur        | 1 173            | 1 108            | 5,9%                 | Stykkishólmur            | Oeste                |
| 30      | Eskifjördur          | 1 006            | 1 014            | 0,8%                 | Fjardabyggd              | Leste                |
| 31      | Ólafsvík             | 970              | 1 010            | 4%                   | Snaefellsbaer            | Oeste                |
| 32      | Hvolsvöllur          | 931              | 902              | 3,2%                 | Rangárthing eystra       | Sul                  |
| 33      | Bolungarvík          | 924              | 894              | 3,4%                 | Bolungarvík              | Fiordes Ocidentais   |
| 34      | Hella                | 861              | 784              | 9,8%                 | Rangárthing ytra         | Sul                  |
| 35      | Grundarfjördur       | 834              | 852              | 2,1%                 | Grundarfjardarbaer       | Oeste                |
| 36      | Blönduós             | 821              | 813              | 1%                   | Blönduósbaer             | Noroeste             |
| 37      | Ólafsfjördur         | 791              | 790              | 0,1%                 | Fjallabyggd              | Nordeste             |
| 38      | Fáskrúdsfjördur      | 712              | 654              | 8,9%                 | Fjardabyggd              | Leste                |
| 39      | Patreksfjördur       | 677              | 651              | 4%                   | Vesturbyggd              | Fiordes Ocidentais   |
| 40      | Seydisfjördur        | 663              | 658              | 0,8%                 | Seydisfjördur            | Leste                |
| 41      | Grundarhverfi        | 587              | 528              | 11,2%                | Reiquiavique             | Capital              |
| 42      | Hvammstangi          | 578              | 546              | 5,9%                 | Húnathing vestra         | Noroeste             |
| 43      | Stokkseyri           | 528              | 465              | 13,5%                | Árborg                   | Sul                  |
| 44      | Eyrarbakki           | 526              | 531              | 0,9%                 | Árborg                   | Sul                  |
| 45      | Vopnafjördur         | 526              | 543              | 3,1%                 | Vopnafjardarhreppur      | Leste                |
| 46      | Skagaströnd          | 477              | 501              | 4,8%                 | Skagaströnd              | Noroeste             |
| 47      | Flúdir               | 432              | 420              | 2,9%                 | Hrunamannahreppur        | Sul                  |
| 48      | Vík                  | 402              | 276              | 45,7%                | Mýrdalshreppur           | Sul                  |
| 49      | Fellabaer            | 395              | 403              | 2%                   | Fljótsdalshérad          | Leste                |
| 50      | Hellissandur         | 365              | 389              | 6,2%                 | Snaefellsbaer            | Oeste                |
| 51      | Djúpivogur           | 357              | 348              | 2,6%                 | Djúpavogshreppur         | Leste                |
| 52      | Thórshöfn            | 352              | 379              | 7,1%                 | Langanesbyggd            | Nordeste             |
| 53      | Svalbardseyri        | 337              | 271              | 24,4%                | Svalbardsstrandarhreppur | Nordeste             |
| 54      | Hólmavík             | 320              | 391              | 18,2%                | Strandabyggd             | Fiordes Ocidentais   |
| 55      | Grenivík             | 297              | 278              | 6,8%                 | Grýtubakkahreppur        | Nordeste             |
| 56      | Hvanneyri            | 285              | 251              | 13,5%                | Borgarbyggd              | Oeste                |
| 57      | Thingeyri            | 276              | 262              | 5,3%                 | Ísafjardarbaer           | Fiordes Ocidentais   |
| 58      | Búdardalur           | 272              | 252              | 7,9%                 | Dalabyggd                | Oeste                |
| 59      | Reykholt             | 270              | 206              | 31,1%                | Bláskógabyggd            | Sul                  |
| 60      | Hrafnagil            | 257              | 263              | 2,3%                 | Eyjafjardarsveit         | Nordeste             |
| 61      | Sudureyri            | 257              | 264              | 2,7%                 | Ísafjardarbaer           | Fiordes Ocidentais   |
| 62      | Tálknafjördur        | 231              | 275              | 16%                  | Tálknafjardarhreppur     | Fiordes Ocidentais   |
| 63      | Bíldudalur           | 225              | 170              | 32,4%                | Vesturbyggd              | Fiordes Ocidentais   |
| 64      | Mosfellsdalur        | 224              | 203              | 10,3%                | Mosfellsbaer             | Capital              |
| 65      | Hnífsdalur           | 208              | 216              | 3,7%                 | Ísafjardarbaer           | Fiordes Ocidentais   |
| 66      | Reykjahlíd           | 208              | 153              | 35,9%                | Skútustadahreppur        | Nordeste             |
| 67      | Laugarvatn           | 191              | 147              | 29,9%                | Bláskógabyggd            | Sul                  |
| 68      | Raufarhöfn           | 186              | 169              | 10,1%                | Nordurthing              | Nordeste             |
| 69      | Stödvarfjördur       | 184              | 189              | 2,6%                 | Fjardabyggd              | Leste                |
| 70      | Bifröst              | 179              | 246              | 27,2%                | Borgarbyggd              | Oeste                |
| 71      | Flateyri             | 177              | 199              | 11,1%                | Ísafjardarbaer           | Fiordes Ocidentais   |
| 72      | Kirkjubaejarklaustur | 176              | 119              | 47,9%                | Skaftárhreppur           | Sul                  |
| 73      | Súdavík              | 157              | 145              | 8,3%                 | Súdavíkurhreppur         | Fiordes Ocidentais   |
| 74      | Hrísey               | 151              | 171              | 11,7%                | Akureyri                 | Nordeste             |
| 75      | Hofsós               | 147              | 181              | 18,8%                | Skagafjördur             | Noroeste             |
| 76      | Breiddalsvík         | 137              | 130              | 5,4%                 | Fjardabyggd              | Leste                |
| 77      | Rif                  | 135              | 163              | 17,2%                | Snaefellsbaer            | Oeste                |
| 78      | Reykhólar            | 130              | 133              | 2,3%                 | Reykhólahreppur          | Fiordes Ocidentais   |
| 79      | Varmahlíd            | 127              | 128              | 0,8%                 | Skagafjördur             | Noroeste             |
| 80      | Kópasker             | 122              | 122              | 0%                   | Nordurthing              | Nordeste             |
| 81      | Laugarás             | 116              | 106              | 9,4%                 | Bláskógabyggd            | Sul                  |
| 82      | Borg                 | 112              | 75               | 49,3%                | Grafningshreppur         | Sul                  |
| 83      | Hauganes             | 111              | 105              | 5,7%                 | Dalvíkurbyggd            | Nordeste             |
| 84      | Hafnir               | 110              | 76               | 44,7%                | Reykjanesbaer            | Península Meridional |
| 85      | Laugar               | 109              | 111              | 1,8%                 | Thingeyjarsveit          | Nordeste             |
| 86      | Melahverfi           | 107              | 115              | 7%                   | Hvalfjardarsveit         | Oeste                |
| 87      | Tjarnabyggd          | 106              | 81               | 30,9%                | Árborg                   | Sul                  |
| 88      | Árskógssandur        | 102              | 112              | 8,9%                 | Dalvíkurbyggd            | Nordeste             |
| 89      | Lónsbakki            | 102              | 104              | 1,9%                 | Hörgársveit              | Nordeste             |
| 90      | Hólar                | 94               | 78               | 20,5%                | Skagafjördur             | Noroeste             |
| 91      | Nesjahverfi          | 92               | 71               | 29,6%                | Hornafjördur             | Leste                |
| 92      | Sólheimar            | 91               | 95               | 4,2%                 | Grafningshreppur         | Sul                  |
| 93      | Brúnahlíd            | 85               | 62               | 37,1%                | Eyjafjardarsveit         | Nordeste             |
| 94      | Drangsnes            | 77               | 69               | 11,6%                | Kaldrananeshreppur       | Fiordes Ocidentais   |
| 95      | Borgarfjördur eystri | 76               | 86               | 11,6%                | Borgarfjardarhreppur     | Leste                |
| 96      | Árbaejarhverfi       | 74               | 54               | 37%                  | Ölfus                    | Sul                  |
| 97      | Brautarholt          | 70               | 54               | 29,6%                | Gnúpverjahreppur         | Sul                  |
| 98      | Raudalaekur          | 68               | 36               | 88,9%                | Rangárthing ytra         | Sul                  |
| 99      | Bakkafjördur         | 65               | 78               | 16,7%                | Langanesbyggd            | Nordeste             |
| 100     | Innnes               | 65               | 56               | 16,1%                | Hvalfjardarsveit         | Oeste                |
| 101     | Grímsey              | 61               | 76               | 19,7%                | Akureyri                 | Nordeste             |
| 102     | Thykkvabaer          | 59               | 53               | 11,3%                | Rangárthing ytra         | Sul                  |
| 103     | Laugarbakki          | 57               | 48               | 18,8%                | Húnathing vestra         | Noroeste             |
| 104     | Reykholt             | 56               | 36               | 55,6%                | Borgarbyggd              | Oeste                |
| 105     | Árnes                | 53               | 37               | 43,2%                | Gnúpverjahreppur         | Sul                  |
| 106     | Kristnes             | 52               | 56               | 7,1%                 | Eyjafjardarsveit         | Nordeste             |
| 107     | Kleppjárnsreykir     | 43               | 51               | 15,7%                | Borgarbyggd              | Oeste                |